# Tony Rodham
Anthony Dean Rodham (sinh năm 1954)  là một nhà tư vấn và doanh nhân người Mỹ, là em út của Hillary Rodham Clinton, và là anh rể của cựu Tổng thống Hoa Kỳ Bill Clinton. Các giao dịch kinh doanh của anh ta đôi khi dường như tận dụng các mối liên hệ của anh ta với Clintons và do đó đôi khi đã thu hút sự giám sát của công chúng.

## Đầu đời
Rodham được nuôi dưỡng trong một gia đình United Methodist ở ngoại ô Park Ridge, Illinois. Cha của ông, Hugh Ellsworth Rodham (1911 Mạnh1993), là người gốc Wales và người Anh. Ông quản lý một doanh nghiệp nhỏ thành công trong ngành dệt may. Mẹ của ông, Dorothy Emma Howell (1919 cường2011), là một người nội trợ của người Anh, người Scotland, người Canada gốc Pháp và người gốc Wales. Anh là em trai của Hillary và Hugh.
Theo học tại trường trung học Maine South ở Park Ridge, Rodham được biết đến như một điều mà một nhà văn sau này gọi là "chàng trai vui tính" và không có định hướng học thuật như chị gái mình.
Rodham sau đó đã theo học tại Trường Cao đẳng Iowa Wesleyan và Đại học Arkansas, mặc dù ông không bao giờ nhận được bằng từ một trong hai trường.

## Sự nghiệp ban đầu
Rodham đã làm việc cho chiến dịch đề cử năm 1974 của anh rể tương lai của Bill Clinton cho Quốc hội. Sau đó, anh ta làm việc tại một công ty thiết bị kim loại ở Texas, đã bán bảo hiểm ở Chicago, đóng vai một người đàn ông repo ở Chicago (nơi những phát súng được bắn vào anh ta trong dự án nhà ở khét tiếng Cabrini hay Green), người bảo vệ nhà tù  (một công việc mà Bill Clinton đã giúp ông có được).
Sau đó, ông chuyển đến Nam Florida vào năm 1983. Ở đó, anh ta chia sẻ một căn hộ chung cư với anh trai Hugh, và làm việc như một máy chủ quy trình và thám tử tư cho đến năm 1992.

## Cuộc đời và sự nghiệp: 1992 - 2001
Năm 1992, trong chiến dịch tranh cử tổng thống đầu tiên của Bill Clinton, Rodham bắt đầu làm việc cho Ủy ban Quốc gia Dân chủ, điều phối hoạt động bầu cử. Năm 1993, anh và anh trai Hugh đã gây ra một cuộc tranh cãi nhỏ khi họ cố gắng thu hút quyên góp của công ty cho các bữa tiệc nhậm chức của bà Clinton; họ đã bỏ nỗ lực sau một cuộc phản đối công khai.
Tại một bữa tiệc ở East Hampton, New York sau Hội nghị Quốc gia Dân chủ năm 1992, Rodham đã gặp Nicole Boxer, con gái của Thượng nghị sĩ Hoa Kỳ từ California, Barbara Boxer và hai người bắt đầu hẹn hò. Vào ngày 28 tháng 5 năm 1994, Rodham và Boxer đã kết hôn trong một buổi lễ tại Nhà Trắng với sự tham dự của 250 khách; đó là đám cưới đầu tiên của Nhà Trắng kể từ khi Tricia Nixon kết hôn với Edward Cox vào năm 1971. Cặp vợ chồng có một con trai, Zachary, sinh năm 1995  (người sau này có một sự khác biệt duy nhất là ông đồng thời là cháu trai và cháu trai (con của anh, chị, em) của thượng nghị sĩ Hoa Kỳ).
Đến lúc đó, Tony Rodham đã rời vị trí của mình tại Ủy ban Quốc gia Dân chủ  và tự mô tả mình là "một nhà tư vấn... [trong] tất cả các loại hình kinh doanh. Tôi là một chuyên gia tư vấn chung. Tôi chỉ mang những người khác nhau lại với nhau. Tôi giúp họ thương lượng thỏa thuận. Tôi giải quyết vấn đề cho mọi người. "  Năm 1997, Rodham đã cố gắng sắp xếp các cuộc gặp giữa Tổng thống Paraguay Juan Carlos Wasmosy và Tổng thống Clinton, và Thị trưởng Matxcơva mạnh mẽ Yuri Luzhkov và Tổng thống. Năm 1998, ông đến thăm Thủ tướng độc tài Hun Sen của Campuchia. Trong mỗi trường hợp này, có những lời chỉ trích rằng ông đã đưa ra một ấn tượng trái phép về sự chấp thuận của Nhà Trắng đối với các nhân vật nước ngoài này, hoặc đang tìm kiếm lợi ích tài chính cho chính mình.
Năm 1999, Tony và anh trai Hugh Rodham đã tham gia vào một liên doanh trị giá 118 triệu đô la để trồng và xuất khẩu cây phỉ từ Cộng hòa Georgia. Tuy nhiên, Bộ trưởng Cố vấn An ninh Quốc gia Hoa Kỳ và Sandy Berger đã trở nên buồn bã, khi kết nối kinh doanh địa phương của Rodhams ở Batumi hóa ra là Aslan Abashidze, một đối thủ chính trị lớn của Tổng thống Gruzia, ông Eduard Shevardnadze, sau đó là đồng minh chủ chốt của Hoa Kỳ trong khu vực. Hơn nữa, Tony Rodham đã bay tới Rome để trở thành cha đỡ đầu cho cháu trai của Abashidze. Sau khi kháng cự ban đầu, Berger và Clintons đã thắng thế anh em Rodham từ bỏ thỏa thuận. Tony Rodham sẽ không nói rõ cổ phần tài chính của ông trong liên doanh là gì.
Những chuyện như vậy đã khiến các nhân viên Nhà Trắng của Hillary Clinton gọi Tony và Hugh là "Anh em nhà Rodham", mở rộng truyền thống Mỹ về anh chị em tổng thống rắc rối sang thể loại anh rể. Một quan chức cấp cao của Nhà Trắng sẽ được trích dẫn rằng: "Bạn không bao giờ muốn nghe tên của họ xuất hiện trong bất kỳ bối cảnh nào khác ngoài chơi golf." 
Tony và Nicole trở nên xa cách vào năm 2000  và sau đó ly hôn vào khoảng năm 2001. Mặc dù tình hình khó khăn, cả hai bên của đại gia đình vẫn tiếp tục làm việc cùng nhau về mặt chính trị và tham gia vào cuộc sống của Zachary.
Vào tháng 3 năm 2001, Tony Rodham đã tiết lộ lệnh Ân xá của Tổng thống vào tháng 3 năm 2000 đối với Edgar Allen Gregory, Jr và vợ của ông, Vonna Jo, một cặp vợ chồng ở Tennessee trong lễ hội hóa trang doanh nghiệp đã bị kết tội lừa đảo ngân hàng. Sự tha thứ đã được cấp trên sự phản đối của Bộ Tư pháp Hoa Kỳ. Rodham thừa nhận đã nói chuyện với Tổng thống Clinton về sự ân xá; Ông nói rằng ông không nhận được tiền cho công việc của mình, nhưng ông có mối quan hệ tài chính với cặp vợ chồng như một nhà tư vấn. Hành động của ông đã thu hút được nhiều sự chú ý và chỉ trích của công chúng, khi họ đứng trước cuộc tranh cãi về sự tha thứ của tướng Bill Clinton và sự tham gia của chính anh trai Hugh trong việc lấy tiền cho công việc được thực hiện đối với ân xá. Hillary Clinton, người đã chỉ trích mạnh mẽ sự tham gia của Hugh và yêu cầu anh ta trả lại tiền, nói rằng Tony Rodham không được trả tiền cho công việc của anh ta. Ủy ban Hạ viện và Cải cách Chính phủ do Đảng Cộng hòa kiểm tra vấn đề và kết luận rằng Tony Rodham trên thực tế đã được trả tiền. Một khía cạnh của vụ kiện kéo dài vào năm 2007, khi Tony Rodham đấu tranh với lệnh của tòa án phá sản rằng ông trả lại hơn 100.000 đô la tiền vay từ Edgar Gregory hiện đã chết.
Vào tháng 8 năm 2001, Tony Rodham đã tham gia vào một cuộc tấn công tại ngôi nhà mùa hè của gia đình Rodham nhiều thế hệ  tại hồ Winola ở hạt Wyoming, Pennsylvania. Một người đàn ông tuyên bố anh ta thấy Rodham quan hệ tình dục với bạn gái đã đột nhập vào nhà tranh và hành hung anh ta; Hugh Rodham và người phụ nữ đã kiềm chế kẻ tấn công. Cả Tony Rodham và kẻ tấn công đều nhận một số thương tích. Trong phiên điều trần về vụ án vào tháng 11/2001, Tony Rodham đã làm chứng rằng anh ta có thể đã hút cần sa với kẻ tấn công vài giờ trước khi vụ việc xảy ra. Người đàn ông sau đó đã nhận được một lời nhận tội về tội xâm phạm, tấn công và thực hiện các mối đe dọa khủng bố.

## Cuộc sống và sự nghiệp: 2002 Hiện tại
Đến năm 2002, Rodham đã tranh chấp với vợ cũ về các khoản thanh toán hỗ trợ nuôi con, với Nicole Boxer nói rằng anh ta đã không trả chúng trong sáu tháng.
Mùa hè năm 2005, Tony Rodham kết hôn với Megan Madden ở Vienna, Virginia. Hai người có hai con và định cư tại Vienna.
Vào giữa năm 2007, Tony Rodham đã giúp Hillary Clinton gây quỹ ở Pennsylvania cho chiến dịch tranh cử tổng thống năm 2008 của mình. Đến cuối năm 2007, anh ta đã trở lại với tin tức về việc nợ Nicole Boxer khoảng 158.000 đô la tiền cấp dưỡng, hỗ trợ nuôi con và các khoản thanh toán liên quan sau phán quyết của tòa án. Điều này mang lại cho anh ta sự đổi mới công khai không thuận lợi, bao gồm tiêu đề "HILL'S BROTHER A DEADBEAT" trên tờ New York Post. Vào tháng 5 năm 2008, ông bày tỏ sự ghê tởm với cách Ủy ban Quốc gia Dân chủ xử lý vấn đề đại biểu chính của Michigan và Florida giữa bà Clinton và ông Barack Obama, và nói ông không biết ông sẽ bầu cho ai nếu chị gái ông không được đề cử.
Đến đầu những năm 2010, sau một loạt các dự án không thành công về dầu khí, nước, nhà ở, dược phẩm và dạy kèm, Rodham đã gặp khó khăn về tài chính, đứng sau các khoản thanh toán thế chấp và bị tịch thu nhà và bị luật sư của anh kiện trường hợp thiếu thanh toán. Ông nói trong một thủ tục pháp lý rằng trong khi gia đình Clintons đã giúp ông trong quá khứ, bao gồm cả việc trả tiền học phí cho con trai ông, điều đó đã kết thúc: "Hillary và Bill đã xong. Ý tôi là, hãy nhìn vào những gì họ đã làm cho tôi. Họ đã cho tôi tiền mọi lúc. " 
Tuy nhiên, Bill Clinton đã giúp ông có được một công việc với cộng sự lâu năm của Clintons, Terry McAuliffe để tìm các nhà đầu tư nước ngoài cho công ty GreenTech Automotive của McAuliffe. Tuy nhiên, Rodham đã không đóng một vai trò lớn trong nỗ lực này và một chuyến đi tới Trung Quốc mà ông đã thực hiện để tuyển dụng các nhà đầu tư đã trở nên tồi tệ do sự phẫn nộ của Trung Quốc đối với các hành động khác nhau của chính quyền Clinton bao gồm cả vụ đánh bom Đại sứ quán Trung Quốc năm 1999 tại Belgrade. Rodham đã tìm thấy tin tức một lần nữa vào năm 2013 khi được tiết lộ rằng Alejandro Mayorkas, giám đốc Sở Di trú và Nhập tịch Hoa Kỳ và là ứng cử viên của Tổng thống Obama cho Phó Bộ trưởng An ninh Nội địa Hoa Kỳ, đang bị Bộ Văn phòng An ninh Nội địa điều tra của Tổng Thanh tra về vai trò của Mayorkas trong việc giúp Ban Quản lý Quỹ Vùng Vịnh chấp thuận an toàn khi tham gia chương trình thị thực EB-5 cho các nhà đầu tư nước ngoài. Rodham đã từng là chủ tịch và Giám đốc điều hành của Gulf Coast Fund Management, một công ty tài chính, kể từ năm 2010 hoặc lâu hơn. Công ty đã được cấp đi trước mặc dù ứng dụng ban đầu đã bị từ chối và kháng cáo đã bị từ chối. Ít nhất một trong những thị thực mà công ty của Rodham đang cố gắng mua là dành cho Huawei Technologies, một công ty viễn thông Trung Quốc đôi khi bị cáo buộc liên quan chặt chẽ với các hoạt động tình báo của Trung Quốc.
Vào năm 2015, Tổng thanh tra đã đưa ra một báo cáo rằng về vấn đề GreenTech Automotive đã chỉ trích Mayorkas vì đã tạo ra sự xuất hiện của thiên vị  nhưng không thông qua phán quyết cụ thể nào đối với Rodham hoặc McAuliffe. Vào năm 2015, một quỹ đầu tư nơi Rodham đang làm Giám đốc Chính phủ và Quan hệ Nhà đầu tư Toàn cầu EB5, Trung tâm Khu vực Thành phố Toàn cầu, cũng đã sử dụng anh ta để tuyển dụng các nhà đầu tư nước ngoài visa EB-5 tại Trung Quốc cho một dự án trung tâm cộng đồng ở Philadelphia Chinatown.
Sau trận động đất ở Haiti năm 2010 và với đồng chủ tịch của Bill Clinton của Ủy ban phục hồi tạm thời Haiti, Rodham và một số đối tác đã đề xuất $ 22   Thỏa thuận triệu đô để xây dựng lại nhà ở quốc gia bị tàn phá, với nguồn tài trợ đến từ Quỹ Clinton. Thỏa thuận không bao giờ được tiến hành và Quỹ Clinton nói rằng họ không biết về đề xuất này. Vào tháng 10 năm 2013, Rodham đã tham gia hội đồng cố vấn của VCS Mining, một công ty có trụ sở tại Del biết đang lên kế hoạch cho một mỏ vàng ở khu vực Cap-Haïtien Arrondissement của Haiti. Năm 2015, dự án đã gây tranh cãi do các tác động môi trường có thể và mức độ sở hữu nước ngoài; Về phần mình, Rodham đã phản đối mọi suy luận rằng anh ta đã có được vị trí này do gia đình của mình: "Tôi là một người rất thành đạt theo cách riêng của tôi. Tôi quyên tiền cho rất nhiều người. Đó là những gì tôi cơ bản làm. "  Vào ngày 19 tháng 2 năm 2016, ông đã từ chức thành viên hội đồng quản trị từ VCS Mining như một phần của "kế hoạch tái cấu trúc" mà không có sự bất đồng nào giữa các bên ngụ ý.
Trong chiến dịch tranh cử tổng thống của Hillary Clinton năm 2016, ông và Hugh đã xuất hiện cùng bà tại một cuộc mít tinh tại ngôi nhà mùa hè thời thơ ấu của họ ở Scranton, Pennsylvania vào tháng 4 năm 2016. Mặt khác, ông giữ một hồ sơ thấp trong suốt chiến dịch.
Vấn đề GreenTech Automotive tái xuất hiện vào tháng 11 năm 2017 khi McAuliffe và Rodham bị kiện với một vụ kiện trị giá 17 triệu đô la từ một nhóm ba mươi hai nhà đầu tư Trung Quốc trong đó, buộc tội gian lận. Tuy nhiên vào tháng 4 năm 2018, một thẩm phán liên bang đã bác bỏ cả McAuliffe và Rodham khỏi vụ án.